# Günter Rehak
Günter Rehak (* 2. September 1939 in Wien) ist ein ehemals sozialistischer, heute rechtsextremer österreichischer Politiker, Autor und ehemaliger Ministerialbeamter. Er ist Vorsitzender der Nationalen Volkspartei (NVP).

## Leben
Rehak studierte Technische Physik. 1958 trat er der SPÖ bei, war 1966/67 Bundesvorsitzender des VSStÖ und später Mitglied im Bund Sozialistischer Akademiker (BSA). Er war, während dessen Zeit als Bundeskanzler, ein enger Mitarbeiter Bruno Kreiskys. 1981 trat er aus dem BSA aus und wandte sich den Vereinten Grünen Österreichs zu, der konservativeren der beiden Vorläuferorganisationen der heutigen Grünen.
Im Zuge der Briefbombenattentate des Franz Fuchs in den 1990er Jahren wurde Rehak von einigen Medien verdächtigt, entsprechende Bekennerschreiben verfasst zu haben. Daraufhin kam es zu einer parlamentarischen Anfrage an das Bundeskanzleramt, seinen damaligen Arbeitgeber.
Rehak gab 2010 bekannt, mit der neugegründeten Liste Wien (deren Spitzenkandidat er sein sollte) bei der Wiener Gemeinderatswahl im Oktober antreten zu wollen. Die Liste wollte bewusst „rechte“ Wähler ansprechen, so sieht sie etwa den wegen Holocaustleugnung verurteilten Gerd Honsik als „Justizopfer“ und fordert einen „sofortigen Zuwanderungsstopp“. Sie erreichte jedoch nicht die für ein Antreten notwendige Anzahl an Unterstützungserklärungen. Im Februar 2011 wurde die Liste aufgelöst und in die rechtsextreme Nationale Volkspartei eingegliedert, deren neuer Vorsitzender er wurde.

## Werke (Auswahl)
- Austrofaschismus. Verlag Freiheitliches Bildungswerk, Wien 1993, ISBN 3-901292-00-0.
- Das Legalitätsprinzip, sein Geltungsbereich und die Versuche seiner Aushölung. Freiheitliche Akademie, Wien 1994.
- Sozialismus – Ende oder Aufbruch? Verlag Stocker, Graz 1995, ISBN 3-7020-0686-9.